# Lemény
Lemény település Romániában, Szilágy megyében.

## Fekvése
Nagyilondától nyugatra, a Szamos jobb partján, Hosszúrév, Szamoshévíz és Létka közt fekvő település.

## Nevének eredete
A fennmaradt legenda szerint a falu régen nem mai helyén, hanem a Schiubei hegyen feküdt. Ezt alátámasztják az ott szántáskor található cserép, és tégladarabok is.
Egy alkalommal a község papja a fennsík oldalán egy főforrásra és körülötte hatalmas tölgyfás erdőre talált. Az erdőt irtani kezdte, s e erdő fáinak anyagából építették a jelenlegi templomot is, és itt kezdték felépíteni a mai falut. A forrást azóta feltalálójáról Fantana popinak nevezik a mai napig, és az erdő egyik hatalmas nagyságú fájáról nevezték el az első betelepülők a községet Lemi-nek.

## Története
Lemény nevét 1405-ben említették először az oklevelek Lemyn néven és ekkor Kővár tartozékai közt sorolták fel.
1424-ben Lemen, 1470-ben Lemeen, 1567-ben Lemyn, 1616-ban Lemheny, 1650-ben Lemény, 1786-ban Lemhény néven írták.
1405-ben Zsigmond király Kővárt és tartozékait, köztük Leményt is Balk fiainak Demeternek és Sandrinnak és Drág fiainak Györgynek és Sandrinnak adományozta.
1424-ben Balk és Drág fiai megosztoztak a birtokon, ekkor Balkfi Sandrin fiainak Jánosnak és Lászlónak jutott.
1440-ben Lemén Pétert említették egy oklevélben mint hites embert.
1470-ben Bélteky Sandrin fia Mihály birtoka volt, kitől Mátyás király összes birtokát elkobozta, mivel az feleségét megölte, és így e főbenjáró bűnért elmarasztalták. Birtokát Drágffy Miklós fia kapta meg a királytól adományként.
1475 körül a középszolnoki adóösszeírásban mint teljesen elpusztult települést említették.
1543-ban Drágffy Gáspáré volt, 1556-ban azonban Izabella királyné bátori (ecsedi) Báthori Györgynek és nejének, somlyói Báthory Annának, és fiuknak Báthori Istvánnak (későbbi országbírónak) adományozta.
1603-as urbárium szerint teljesen elpusztult a falu a megelőző háborúban, lakóit kardélre hányták, csak egy jobbágy maradt életben.
1610-ben idevaló nemesként a Péter családot említették.
1616-ban Bethlen Gábor az itteni birtokrészt a malommal együtt nagydobai Spáczay Gáspárnak adta, s Spáczayaké volt még 1629-ben is.
1650-ben mint Kővárhoz tartozó birtokot említették. 1669-ben 59 nemest írtak itt össze.
1702-ben a Rácz, Marias, Martha, Flopa, Pap, Tripon, Prodán, Szima, Hodos, Szűcs, Péter, Fülep, Dávid, Pokol, Záh, Császkai és Tohát családok birtoka volt.
1786-ban Rácz József, Vaskai Mihály, Rácz Zsigmond és Buttyán Dániel birtokának írták.
1898-ban Hosszú Miklós, Mezei Gyula, Illés Demeter és Elek birtoka volt.
1891-ben 581 lakosa volt, ebből 539 görögkatolikus, 4 református, 38 izraelita volt.
1910-ben 591 lakosából 17 magyar, 19 német, 555 román, 554 görögkatolikus, 34 izraelita volt.
A trianoni békeszerződés előtt Szolnok-Doboka vármegye Nagyilondai járásához tartozott.

## Nevezetersségek
- Görögkatolikus fatemploma 1558-ban épült, Mihály és Gábor arkangyalok tiszteletére lett felszentelve.

Anyakönyvet 1826-tól vezetnek.